# Lauromacromia luismoojeni
Lauromacromia luismoojeni – gatunek ważki z rodziny Synthemistidae. Znany tylko z dwóch starych stwierdzeń z Brazylii – w Dystrykcie Federalnym (1963) oraz w gminie Três Lagoas w stanie Mato Grosso do Sul (1964).